# Finlandia Trophy de 2009
Finlandia Trophy de 2009 foi a décima quarta edição do Finlandia Trophy, um evento anual de patinação artística no gelo organizado pela Associação Finlandesa de Patinação Artística (em finlandês:  Suomen Taitoluisteluliitto ry). A competição foi disputada entre os dias 8 de outubro e 11 de outubro, na cidade de Vantaa, Finlândia.

## Eventos
- Individual masculino
- Individual feminino
- Dança no gelo

## Medalhistas
| Evento                        | Ouro                                  | Prata                                            | Bronze                                      |
| Individual masculino detalhes | Daisuke Takahashi · Japão             | Sergei Voronov · Rússia                          | Stephen Carriere · Estados Unidos           |
| Individual feminino detalhes  | Alena Leonova · Rússia                | Laura Lepistö · Finlândia                        | Kiira Korpi · Finlândia                     |
| Dança no gelo detalhes        | Sinead Kerr · John Kerr · Reino Unido | Anastasia Platonova · Alexander Grachev · Rússia | Alla Beknazarova · Vladimir Zuyev · Ucrânia |

## Resultados

### Individual masculino
| Pos.              | Nome                 | Nacionalidade    | Pontos | PC         | PL          |
| ----------------- | -------------------- | ---------------- | ------ | ---------- | ----------- |
| Medalha de ouro   | Daisuke Takahashi    | Japão            | 224.25 | 83.23 (1)  | 141.02 (2)  |
| Medalha de prata  | Sergei Voronov       | Rússia           | 210.22 | 68.50 (3)  | 141.72 (1)  |
| Medalha de bronze | Stephen Carriere     | Estados Unidos   | 193.24 | 70.22 (2)  | 123.02 (5)  |
| 4                 | Michal Březina       | República Tcheca | 190.31 | 62.89 (6)  | 127.42 (4)  |
| 5                 | Konstantin Menshov   | Rússia           | 190.08 | 62.07 (7)  | 128.01 (3)  |
| 6                 | Kristoffer Berntsson | Suécia           | 185.58 | 66.87 (4)  | 118.71 (6)  |
| 7                 | Daisuke Murakami     | Japão            | 177.87 | 64.26 (5)  | 113.61 (9)  |
| 8                 | Peter Liebers        | Alemanha         | 176.21 | 60.48 (9)  | 115.73 (7)  |
| 9                 | Paolo Bacchini       | Itália           | 175.67 | 60.18 (10) | 115.49 (8)  |
| 10                | Alexander Johnson    | Estados Unidos   | 165.03 | 54.94 (11) | 110.09 (11) |
| 11                | Ari-Pekka Nurmenkari | Finlândia        | 160.60 | 54.88 (12) | 105.72 (12) |
| 12                | Kevin Van Der Perren | Bélgica          | 160.53 | 49.14 (16) | 111.39 (10) |
| 13                | Clemens Brummer      | Alemanha         | 157.52 | 61.23 (8)  | 96.29 (16)  |
| 14                | Przemysław Domański  | Polônia          | 155.26 | 53.18 (13) | 102.08 (14) |
| 15                | Ian Martinez         | Canadá           | 153.94 | 51.48 (14) | 102.46 (13) |
| 16                | Karel Zelenka        | Itália           | 149.92 | 50.82 (15) | 99.10 (15)  |
| 17                | Valtter Virtanen     | Finlândia        | 133.26 | 47.75 (17) | 85.51 (19)  |
| 18                | Vitali Sazonets      | Ucrânia          | 129.97 | 41.50 (18) | 88.47 (17)  |
| 19                | Mikko Minkkinen      | Finlândia        | 127.30 | 41.09 (19) | 86.21 (18)  |

### Individual feminino
| Pos.              | Nome               | Nacionalidade  | Pontos | PC         | PL         |
| ----------------- | ------------------ | -------------- | ------ | ---------- | ---------- |
| Medalha de ouro   | Alena Leonova      | Rússia         | 162.17 | 56.24 (1)  | 105.93 (1) |
| Medalha de prata  | Laura Lepistö      | Finlândia      | 154.33 | 53.45 (6)  | 100.88 (2) |
| Medalha de bronze | Kiira Korpi        | Finlândia      | 152.84 | 54.71 (2)  | 98.13 (3)  |
| 4                 | Myriane Samson     | Canadá         | 146.55 | 53.67 (5)  | 92.88 (4)  |
| 5                 | Jenna Mccorkell    | Reino Unido    | 138.87 | 49.93 (9)  | 88.94 (5)  |
| 6                 | Katarina Gerboldt  | Rússia         | 137.10 | 52.47 (8)  | 84.63 (7)  |
| 7                 | Fumie Suguri       | Japão          | 136.91 | 54.09 (4)  | 82.82 (8)  |
| 8                 | Valentina Marchei  | Itália         | 136.55 | 49.77 (10) | 86.78 (6)  |
| 9                 | Viktoria Helgesson | Suécia         | 135.15 | 52.66 (7)  | 82.49 (9)  |
| 10                | Susanna Pöykiö     | Finlândia      | 128.55 | 54.64 (3)  | 73.91 (10) |
| 11                | Aki Sawada         | Japão          | 120.18 | 47.06 (11) | 73.12 (11) |
| 12                | Becky Bereswill    | Estados Unidos | 117.11 | 45.06 (12) | 72.05 (13) |
| 13                | Nana Takeda        | Japão          | 113.53 | 41.79 (13) | 71.74 (14) |
| 14                | Joshi Helgesson    | Suécia         | 112.23 | 39.31 (15) | 72.92 (12) |
| 15                | Molly Oberstar     | Estados Unidos | 109.89 | 41.48 (14) | 68.41 (15) |
| 16                | Olga Ikonnikova    | Estônia        | 91.56  | 34.99 (16) | 56.57 (16) |

### Dança no gelo
| Pos.              | Nome                                    | Nacionalidade  | Pontos | DC         | DO         | DL         |
| ----------------- | --------------------------------------- | -------------- | ------ | ---------- | ---------- | ---------- |
| Medalha de ouro   | Sinead Kerr / John Kerr                 | Reino Unido    | 173.14 | 34.11 (1)  | 52.72 (1)  | 86.31 (1)  |
| Medalha de prata  | Anastasia Platonova / Alexander Grachev | Rússia         | 158.20 | 30.63 (3)  | 48.74 (3)  | 78.83 (2)  |
| Medalha de bronze | Alla Beknazarova / Vladimir Zuyev       | Ucrânia        | 151.90 | 30.84 (2)  | 49.36 (2)  | 71.70 (5)  |
| 4                 | Christina Beier / William Beier         | Alemanha       | 147.38 | 26.42 (5)  | 45.62 (4)  | 75.34 (3)  |
| 5                 | Jane Summerset / Todd Gilles            | Estados Unidos | 143.16 | 28.81 (4)  | 39.17 (7)  | 75.18 (4)  |
| 6                 | Phillipa Towler-Green / Phillip Poole   | Reino Unido    | 130.28 | 23.63 (7)  | 40.27 (5)  | 66.38 (6)  |
| 7                 | Nadezhda Frolenkova / Mikhail Kasalo    | Ucrânia        | 127.40 | 23.67 (6)  | 39.24 (6)  | 64.49 (7)  |
| 8                 | Zsuzsanna Nagy / Mate Fejes             | Hungria        | 119.67 | 21.64 (9)  | 37.41 (8)  | 60.62 (8)  |
| 9                 | Kira Geil / Dmitri Matsjuk              | Áustria        | 117.22 | 22.75 (8)  | 34.05 (10) | 60.42 (9)  |
| 10                | Henna Lindholm / Ossi Kanervo           | Finlândia      | 101.30 | 14.12 (10) | 34.27 (9)  | 52.91 (10) |

## Quadro de medalhas
| Ordem | País           | Medalha de ouro | Medalha de prata | Medalha de bronze |   | Ordem por total |
| ----- | -------------- | --------------- | ---------------- | ----------------- | - | --------------- |
| 1     | Rússia         | 1               | 2                |                   | 3 | 1               |
| 2     | Japão          | 1               |                  |                   | 1 | 3               |
| 2     | Reino Unido    | 1               |                  |                   | 1 | 3               |
| 4     | Finlândia      |                 | 1                | 1                 | 2 | 2               |
| 5     | Estados Unidos |                 |                  | 1                 | 1 | 3               |
| 5     | Ucrânia        |                 |                  | 1                 | 1 | 3               |
| TOTAL | TOTAL          | 3               | 3                | 3                 | 9 | —               |